# ベト・シェアン
ベテ・シュアン（ヘブライ語: בֵּית שְׁאָן Beth Šəān; アラビア語: بيسان,  Beesān, Beisan or Bisan; 英語: Beit She'an）は旧約聖書に登場する、「シュアンの家」という意味のヘブル語にちなんだ地名である。ヨルダン川渓谷とイズレエル渓谷が交わる位置にあり、古代は都市が栄えた。現在はイスラエルの北部地区に属する都市が建設されており、報道などではベイト・シェアン（ベート・シェアン）と表記される。人口は2009年時点で16,900人。

## 歴史

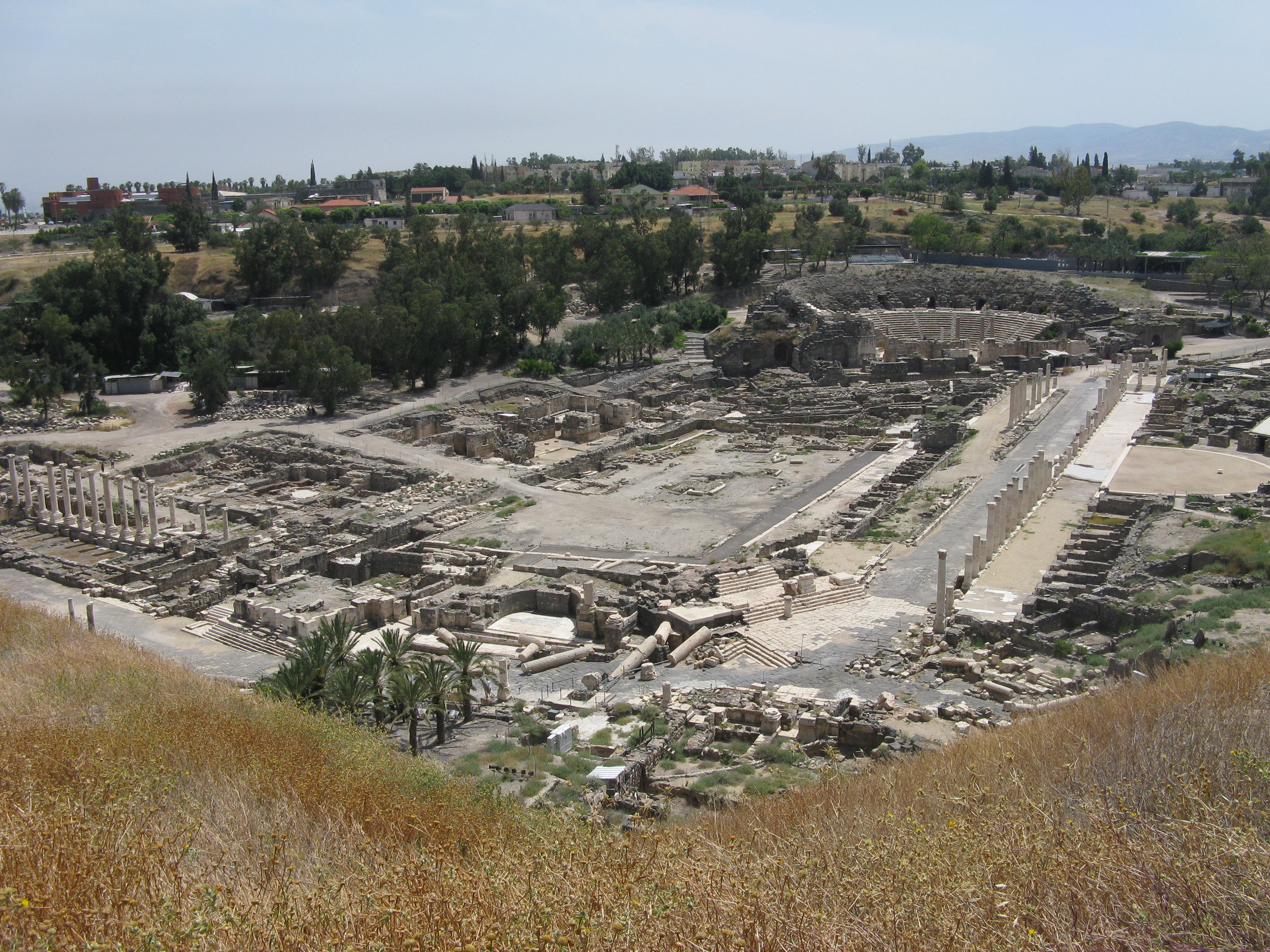
スキトポリスの遺跡

エジプトのファラオセティ1世の石碑によると、セティ1世の治世1年目にベテ・シェアンを攻略した。それ以降、エジプトの防備隊が駐在した。マナセ族はベテ・シュアンを中心とした都市国家を征服できなかった。また、ラメセス3世の頃から、ペリシテ人がエジプトの傭兵として常駐していた。
旧約聖書のサムエル記によるとサウル時代にイスラエル人はギルボア山の戦いでペリシテ人に敗北する。ペリシテ人はサウル王とその子供たちの死体をベテ・シュアンの城壁にさらした。ダビデの時代にベテ・シュアンはイスラエルに征服された。
ソロモン時代にはアヒルデの子バアナが治めていた。レハブアム王の時代にエジプト王シシャク1世によって略奪された。後に、ヘレニズム時代に再建されて、スキトポリス（Scythopolis）と呼ばれてデカポリス同盟に加盟した。ローマがキリスト教を国教にすると、スキトポリスはパレスチナ・セクンダの首都になり、キリスト教会や修道院などが建設されたが、633年にアラビア人により滅ぼされ、さらに地震による打撃を受けた。
中世以降はベイサン（Beisan）と呼ばれ、主にアラブ人の住む寒村となっていた。イギリス委任統治領パレスチナの後期、1936年から1939年にかけてアラブ人が大反乱を起こした際、代々住んでいたミズラヒム（中東系ユダヤ人）は追放された。
1948年の第一次中東戦争以前、ベイサンの人口は5,500人ほどで、9割はムスリムのアラブ人、残りはキリスト教徒のアラブ人であった。この戦争によってアラブ人住民はヨルダン川東岸へと避難して難民となり、後にはユダヤ人が入植した。